# イサザ
イサザ（魦・鱊・尓魚・魚偏に尓（𩶗）、学名 Gymnogobius isaza ）は、スズキ目ハゼ科に分類される魚の一種。ウキゴリに似た琵琶湖固有種のハゼで、昼夜で大きな日周運動を行う。食用に漁獲もされている。現地ではイサダとも呼ばれる。
琵琶湖沿岸以外での「イサザ」「イサダ」は、シロウオやイサザアミやツノナシオキアミなど本種以外の動物を指す。

## 特徴
成魚の全長は5-8cmほど。頭が上から押しつぶされたように平たく、口は目の後ろまで裂ける。体は半透明の黄褐色で、体側に不明瞭な黒褐色斑点が並ぶ。第一背鰭後半部に黒点がある。同属種のウキゴリ G. urotaenia に似るが、小型であること、体側の斑点が不明瞭なこと、尾柄が長いことなどで区別される。田中茂穂によって記載された当初はウキゴリの亜種 Chaenogobius urotaenia isaza とされていた。
琵琶湖の固有種で、北湖に産する。琵琶湖にはウキゴリも生息しており、イサザはウキゴリから種分化が進んだものと考えられている。なお1964年（昭和39年）には相模湖（相模ダム）と霞ヶ浦で各1尾が記録されたが、これはアユの稚魚に混入するなどで放流されたものと考えられ、その後の繁殖も確認されていない。

## 生態
成魚は昼間には沖合いの水深30m以深に生息するが、夜には表層まで浮上して餌を摂る。琵琶湖の環境に適応し、ハゼにしては遊泳力が発達しているのが特徴である。食性は肉食性で、ユスリカ幼虫などの水生昆虫やプランクトンを捕食する。
産卵期は4-5月で、成魚は3月になると沖合いから沿岸に寄せてくる。この季節はまだ水温が低いため他の魚類の活動が鈍く、卵や稚魚が捕食されないうちに繁殖を終わらせる生存戦略と考えられている。オスは岸近くの石の下に産卵室を作り、メスを誘って産卵させる。メスは産卵室の天井に産卵し、産卵・受精後はオスが巣に残って卵を保護する。
卵は1週間で孵化し、仔魚はすぐに沖合いへ出る。しばらくは浮遊生活を送るが7月頃から底生生活に入り、成長に従って深場へ移る。秋までに全長4.5cmに達したものは翌年の春に繁殖するが、それに達しなかったものは次の年に繁殖する。寿命は1年か2年で、繁殖後はオスメスとも死んでしまうが、メスには1年目の産卵後に生き残り2年目に再び産卵するものもいる。

## 人間との関係

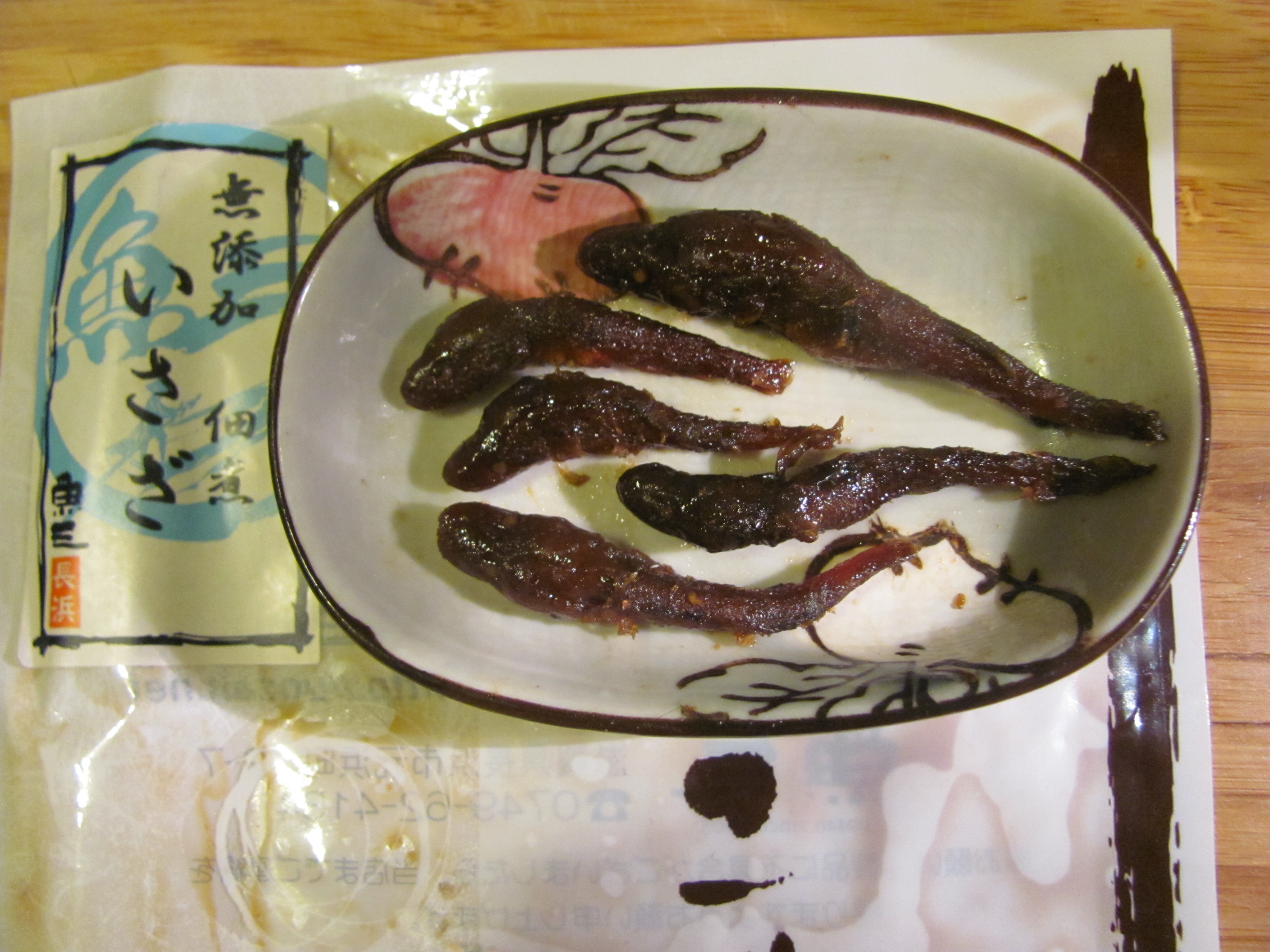
イサザのつくだ煮

琵琶湖周辺地域では食用になり、12-4月に底引き網や魞（えり : 定置網）で漁獲される。
佃煮・大豆との煮付け・すき焼きなどで食べられる。

## 保全状態評価
- 絶滅危惧IA類 (CR)（環境省レッドリスト）

- 滋賀県版レッドリスト 要注目種

琵琶湖特産種のうえ、ブルーギルやオオクチバス（ブラックバス）による捕食が影響し個体数は減少している。環境省の汽水・淡水魚類レッドリストでは1999年版で「準絶滅危惧（NT）」として掲載されたが、危機的状況に陥ったという判断から2007年版では一気に「絶滅危惧IA類（CR）」に変更された。
もともとイサザの漁獲量は変動が大きい。1950年代に一旦激減した後、1962-86年には160-590tまで回復したが、1988年以降に再び漁獲が激減、1993-95年には1t以下にまで落ち込んだ。その後再び漁獲されるようになったが以前ほど漁獲されていない。有効な保全策も不明とされている。